# Penny Dreadful: City of Angels
Penny Dreadful: City of Angels és una sèrie de televisió estatunidenca de fantasia fosca de Showtime creada per John Logan. La sèrie, ambientada a Los Angeles l'any 1938, és un esqueix de Penny Dreadful encarregada el novembre de 2018. La sèrie es va estrenar el 26 d'abril de 2020. Va ser cancel·lada l'agost de 2020, després d'una temporada.

## Argument
Penny Dreadful: City of Angels es desenvolupa 50 anys abans de la sèrie original, durant l'era daurada de Hollywood als anys 1930. Està ambientada al Los Angeles de 1938, una època i lloc "profundament immergit de folklore mexicoestatunidenc i tensions socials". Els personatges es veuen immersos en un conflicte entre la deïtat del folklore mexicà Santa Muerte, que té cura dels morts i els guia al més enllà, i la seva germana espiritual, el dimoni femení Magda, que creu que la humanitat és inherentment malvada i es disposa a demostrar-ho. El detectiu Tiago Vega i el seu company, el detectiu veterà Lewis Michener, reben l'encàrrec d'un cas d'assassinat horripilant que ben aviat els involucra en la història de LA, així com en el seu present mentre les tensions racials, el perill de guerra a l'horitzó i les conspiracions nazis amenacen de fer-los descarrilar en cada moment.

## Repartiment

### Principal[3]
- Natalie Dormer com a Magda, dimoni sobrenatural que pot adoptar la forma de qui triï.[4] Adopta la forma de l'assistenta política Alex Malone, la mestressa de casa Elsa Branson (i el seu fill Frank) i del líder de gang Rio.
- Daniel Zovatto com a Santiago "Tiago" Vega, el primer detectiu del departament de policia de Los Angeles d'origen mexicà.[5]
- Kerry Bishé com a germana Molly Finnister, una evangelista de ràdio carismàtica.[6]
- Adriana Barraza com a Maria Vega, matriarca de la família Vega.[7]
- Jessica Garza com a Josefina Vega, la filla més petita de la família Vega.[8]
- Michael Gladis com a Charlton Townsend, regidor i cap del Comitè de Transport del Consell Municipal de LA.[9]
- Johnathan Nieves com a Mateo Vega, el germà petit de Tiago.
- Rory Kinnear com a Peter Craft, pediatra alemany i cap del German-American Bund.[10]
- Nathan Lane com a Lewis Michener, oficial veterà de la policia de LA i company de Vega.[11]

### Secundaris
- Stephanie Arcila com a Bernadette Romero, membre de la banda.[12]
- Santino Barnard com a Frank Branson, fill d'Elsa.
- Sebastian Chacon com a Fly Rico.[13]
- Christine Estabrook com a Beverly Beck, regidora de Los Angeles.
- David Figlioli com a Randolph, vigilant del Ministeri de les Veus Joioses.
- Brad Garrett com a Benny Berman, gàngster jueu.
- Julian Hilliard com a Tom Craft, fill de Peter Craft.
- Lorenza Izzo com a Santa Muerte,[9] deïtat associada amb la cura, protecció i portadora segura al més enllà dels seus devots.
- Thomas Kretschmann com a Richard Goss, arquitecte alemany i operatiu del Tercer Reich.
- Amy Madigan com a Adelaide Finnister, mare de Molly.[14]
- Rod McLachlan com a Jimmy Reilly
- Ethan Peck com a Hermann Ackermann, segon al càrrec del German-American Bund.
- Piper Perabo com a Linda Craft, dona de Peter.[15]
- Adan Rocha com a Diego Lopez[16]
- Adam Rodriguez com a Raul Vega, el germà més gran de la família Vega.
- Lin Shaye com a Dottie Minter, amiga de Michener.
- Dominic Sherwood com a Kurt, xofer de Richard Goss, i suposat agent de la Gestapo.
- Brent Spiner com a Ned Vanderhoff, capità de la policia i cap de Vega i Michener.
- Hudson West com a Trevor Craft, fill de Peter Craft.

## Episodis
| 1 | «Santa Muerte»                  | Paco Cabezas         | John Logan          | 26 d'abril de 2020 | 0.448            |
| Tiago Vega és el primer detectiu mexicoamericà del departament de policia de Los Angeles. Amb el seu company, el policia veterà jueu Lewis Michener, investiguen un assassinat horripilant que sembla implicar mexicans. El germà activista de Thiago Raul s'oposa a l'ambiciós regidor Charlton Townsend en la construcció de la primera autopista de Califòrnia. Mentrestant, el metge Peter Craft es veu desencantat amb la vida americana i es dedica a les activitats de la secció local del German American Bund. Tiago i Raul es troben en bàndols oposats de la protesta que esdevé mortal a causa de les maquinacions de Magda. |                                 |                      |                     |                    |                  |
| 2 | «Dead People Lie Down»          | Paco Cabezas         | John Logan          | 3 de maig de 2020  | 0.318            |
| Vega i Michener s'enfronten a les conseqüències de la protesta per l'autopista i continuen la investigació de la mort de la família Hazlett. Magda continua estenent la seva xarxa en convèncer Townsend que utilitzi la mort d'un policia jove per avançar la seva agenda política i en manipulant Craft en la seva forma d'Elsa. Vega i Michener intenten obtenir informació sobre James Hazlett i el Ministeri de les Veus Joioses pel qual treballava, però Adelaide Finnister, la mare de la principal atracció de l'església, els posa bastons a les rodes. Michener i altres amics seus segueixen els nazis, amb conseqüències mortals. Mateo rep la invitació d'unir-se a una banda de carrer, mentre que les pregàries de Maria a la Santa Muerte causen resultats esborronadors. |                                 |                      |                     |                    |                  |
| 3 | «Wicked Old World»              | Sergio Mimica-Gezzan | John Logan          | 10 de maig de 2020 | 0.352            |
| Michener fa el dol pels seus amics morts i comença a investigar-ne l'assassinat. Raul es desperta a l'hospital, confessa que no se'n recorda de la protesta i consola Mateo, que està enfadat amb Tiago. El regidor Townsend es troba amb impediments al seu pla de construir l'autopista, que culmina en una reunió desastrosa amb els alemanys. Michener interroga un jove vist sopant amb els nazis, mentre que Tiago i Molly parlen i comencen una relació amorosa a Santa Monica Pier. Craft comença una aventura amb Elsa i l'invita a unir-se al seu cercle d'amics alemanys. Mateo va al Crimson Cat i es troba amb Rico i Rio, una altra de les personalitats de Magda. La policia entra al local a causa d'un toc de queda racial i Mateo presencia com Rico i Rio discuteixen sobre com han de lluitar-hi. Tiago es troba amb Michener en un bar, on li diu que Hazlett tenia una relació sexual amb Molly. Tiago no se'l creu i aquest l'altre li diu que miri ell mateix els documents que té al maletí. Al muntatge final, Michener mira una foto dels seus amics morts, Molly s'amaga a la seva cambra mentre que la seva mare crida a fora, Townsend té una trobada homosexual, Mateo es fa un tatuatge pachuco i un Tiago plorós seu davant els papers de Hazlett mirant fixament el ninot de Popeye que va guanyar per Molly. |                                 |                      |                     |                    |                  |
| 4 | «Josephina and the Holy Spirit» | Sergio Mimica-Gezzan | John Logan          | 17 de maig de 2020 | Sense determinar |
| Santa Muerte veu com una banda de carrer actua a Mèxic. A Los Angeles, Tiago enxampa Reilly pegant un chicano a la comissaria i hi intervé però Vanderhoff l'atura i el torna a enviar a treballar al cas Hazlett. La regidora Beck continua complicant els plans de l'autopista de Townsend. Elsa i Peter continuen amb la seva aventura mentre Frank inquita els altres nens. Tiago va a la casa estiuenca de Hazlett, on ell i Molly es barallen. Michener intenta convèncer el gàngster jueu Benny Berman d'unir-se a la seva causa, però Berman s'hi nega. Kurt intervé en la vida sexual de Townsend. Un grup de policies molesten el Mateo i la Josefina i Reilly agredeix sexualment Josefina. La família de Mateo descobreix el seu tatuatge pachuco. Josefina busca consol a Veus Joioses i descobreix una Molly canviada. Berman segresta Michener i li revela que l'atac a Mèxic va ser comès per membres de la seva banda, que van robar armes destinades als rebels sionistes i les van vendre als nazis que Michener persegueix. Berman acaba matant el trànsfuga quan Michener s'hi nega. Mateo i els pachuco s'enfronten a Reilly, a qui Mateo assassina brutalment. Deixen el seu cos a fora de la seva comissaria. Tiago visita Molly a altes hores de la nit a la cuina de Veus Joioses i ella l'hi dona un plat.           |                                 |                      |                     |                    |                  |
| 5 | «Children of the Royal Sun»     | Sense determinar     | José Rivera         | 24 de maig de 2020 | Sense determinar |
| 6 | «How It Is with Brothers»       | Sense determinar     | Vinnie Wilhelm      | 31 de maig de 2020 | Sense determinar |
| 7 | «Maria and the Beast»           | Sense determinar     | Colin Liddle        | 7 de juny de 2020  | Sense determinar |
| 8 | «Hide and Seek»                 | Sense determinar     | Tatiana Suarez-Pico | 14 de juny de 2020 | Sense determinar |
| 9 | «Sing, Sing, Sing»              | Sense determinar     | John Logan          | 21 de juny de 2020 | Sense determinar |
| 10 | «Day of the Dead»               | Sense determinar     | John Logan          | 28 de juny de 2020 | Sense determinar |